# 보리스 예플로프
보리스 알렉산드로비치 예플로프(러시아어: Борис Александрович Ефлов, 1926년 12월 31일 야로슬라블주, 보리소글렙스키 지구, 셀리셰 마을에서 출생 ~ 2013년 3월 17일은 코스트로마에서 사망) – 소련/러시아 화가, 소묘 화가, 시골 풍경의 대가.

## 생애

### 가족

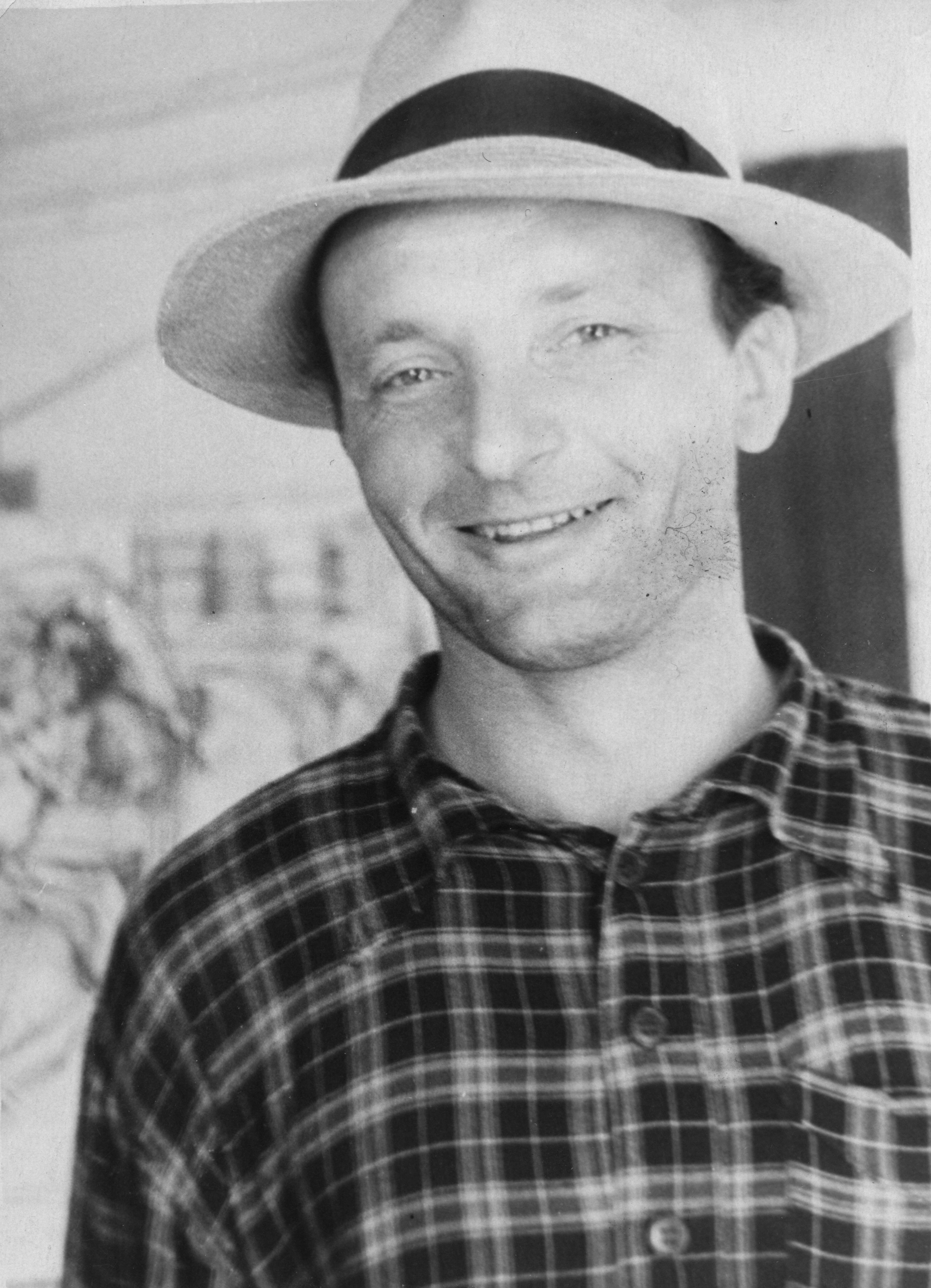
1950년의 보리스 예플로프

보리스 알렉산드로비치 예플로프는 1926년 12월 31일 부친이 복무하고 있던 군부대에서 멀지 않은 야로슬라블주, 보리소글렙스키 지구, 셀리셰 마을에서 태어났다. 부친 예플로프 알렉산더 그리고리에비치는 직업 군 장교였고, 모친 콜치나 클라브디야 바실예브나는 부유한 농가에서 태어났다.
1938년 박해의 결과로 보리스의 아버지는 총살되었고, 보리스는 어렸을 무렵부터 아버지의 부재를 겪어야 했다. 사후에 아버지의 명예는 회복되었지만, 그 시기 예플로프 가족은 코스트로마에 있는 지인의 집으로 강제 이송되었다.
어렸을 적부터, 보리스는 그림에 광대한 관심을 보였으며, 유명한 화가들의 고전 작품들을 모방하고 재현하였다. 가족의 가난과 절실한 궁핍으로 인해, 보리스는 17세가 되기 전에 군대에 자원하여 입대하였다.

### 군대
짧은 군사 교육 이 후, 보리스는 흑해 함대의 작전 부대에 배치되었다. 외국에서 크라스니 크림 순양함에서 복무하였고, 이 후 몇 년 동안 제대 전까지 오그네보이 구축함에서 조준수로 복무하였다. 드문드문 휴가를 나올 때마다, 보리스는 세바스토폴에 있는 화방에서 그림 수업을 들었다. 당시 보존된 그림은 여러 테마 전시회에서 전시되었다.

### 코스트로마

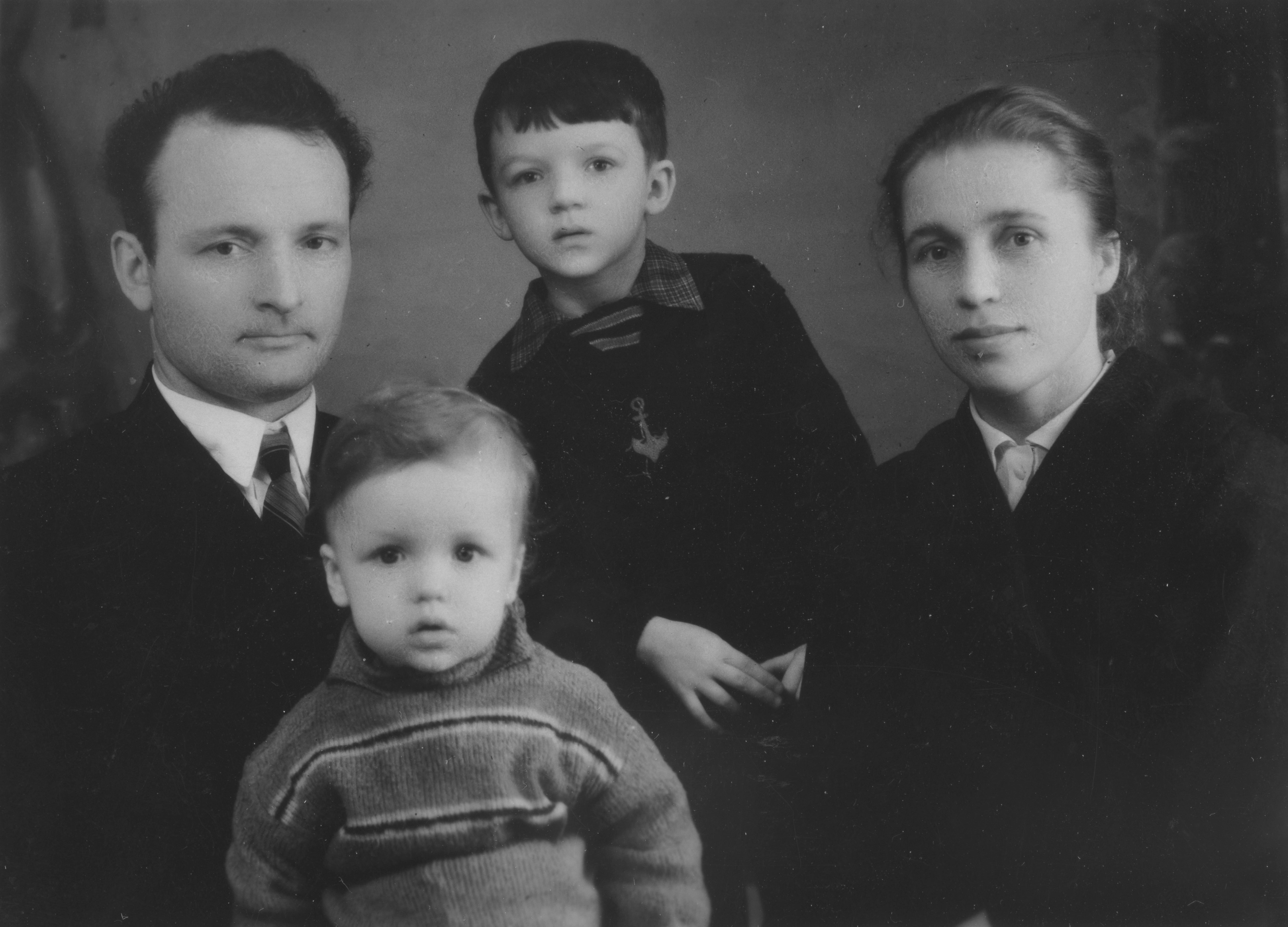
1961년의 예플로프 가족

1951년 집으로 돌아온 그는 코스트로마 인형극장의 배경 화가로 일하기 시작했다. 1952년 보리스 예플로프는 아니시모바 (예플로바) 발렌티나 알렉산드로브나와 결혼하여, 슬하에 두 아들 블라디미르 (1955)와 알렉산더(1959)를 두었다. 1953년에서 1958년에 그는 코스트로마 예술 학교에서 공부하였다. 그 후 은퇴 전까지, 그는 러시아 연방 예술 재단의 스튜디오에서 일하였다.

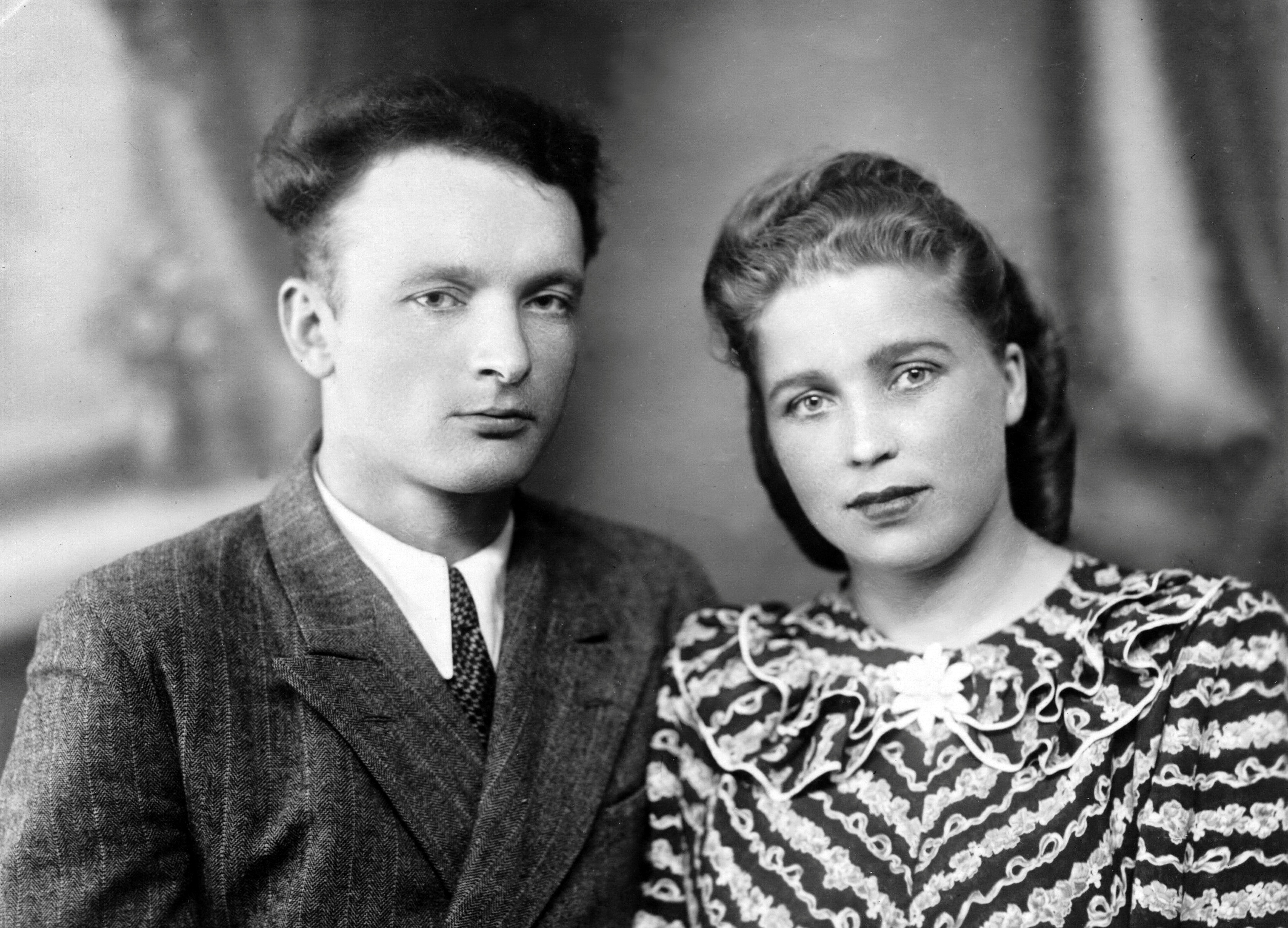
1950년 결혼식 전

직업으로서 그리고 천직으로서 화가였던 보리스는 야외사생을 즐겨하였다. 러시아 전원의 평온과 아름다움에서 받은 영감을 바탕으로 여러 스케치를 그렸다. 이 그림들은 후에 그의 작업실의 고요함 속에서 풍부한 색감과 심오한 의미를 지닌 독특한 작품들로 완성되었다. 이 시기에 그려진 그림들로는 ”인디언 여름”, ”낙엽”, ”강에서 강에서” 가 있다.
그가 볼로그다주에 있는 작은 도시 키릴로프로 떠난 여행은 ”모서리탑”, ”교회로 가는 길”, ”성문” 등과 같은 그의 가장 유명한 수채화 작품들을 탄생시켰다.
세베로모르스크에서 지내던 무렵, 보리스는 북부지역 자연이 주는 잊을 수 없는 엄격한 아름다움에 큰 영감을 받았다. 북녘의 마법 같은 매력은 그를 카렐리야 지역으로 이끌었고, 그 후 보리스는 수차례 카렐리야를 여행하였다. 이 풍경들로부터 얻은 큰 만족감으로 그는 자신의 가장 훌륭한 작품이며 불후의 작품인 ”카렐리야”, 와 ”카렐리야 돌”을 남겼다.
1957년 이후 그는 여러 전시회에 참여하였으며, 그 중 대부분은 개인전이었다. 그는 2013년 3월 17일 86세의 나이로 코스트로마에서 눈을 감았다. 보리스 예플로프는 코스트로마에서 멀지 않은 일리인스코예 마을에 묻혔다.

## 작품

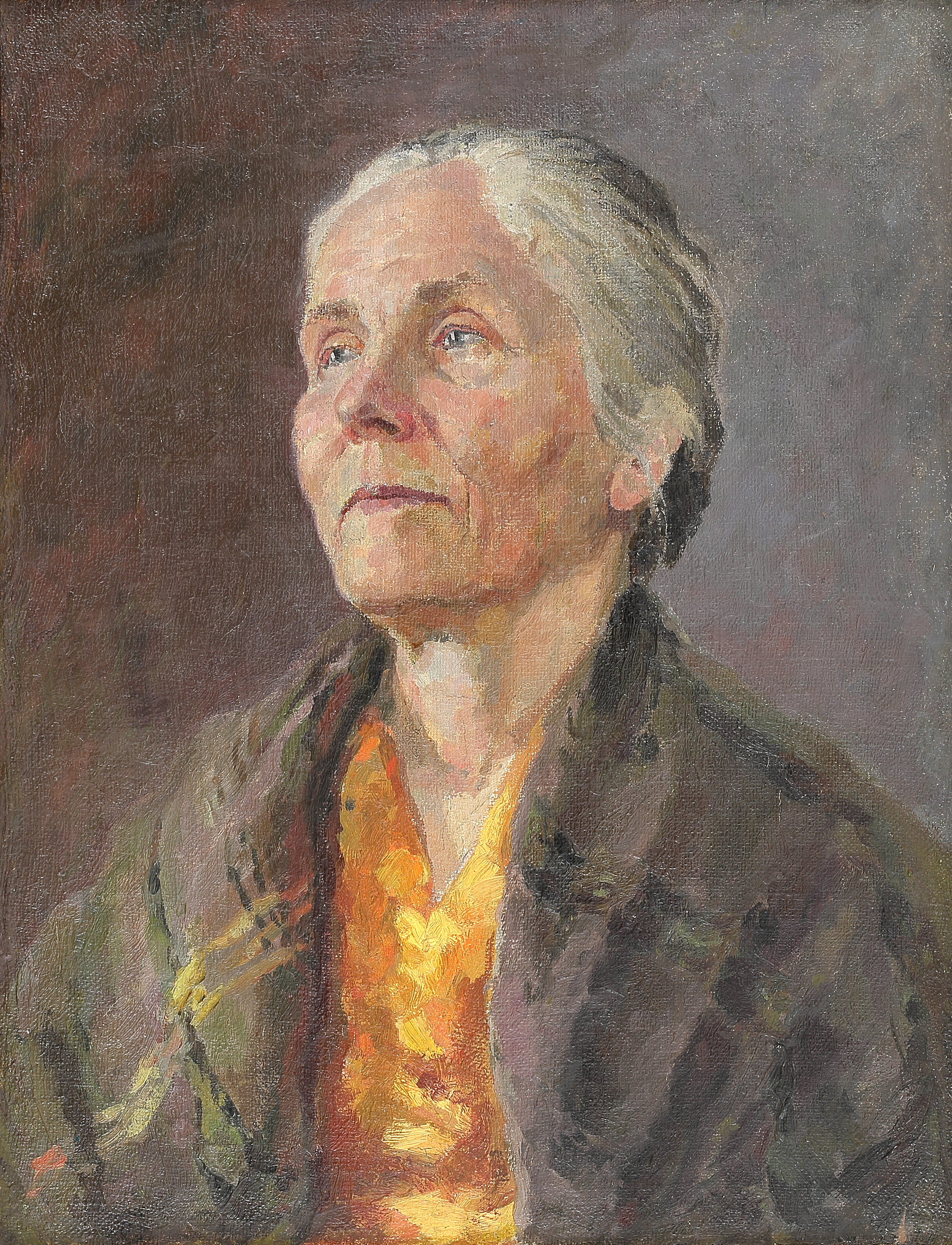
엄마, 1957
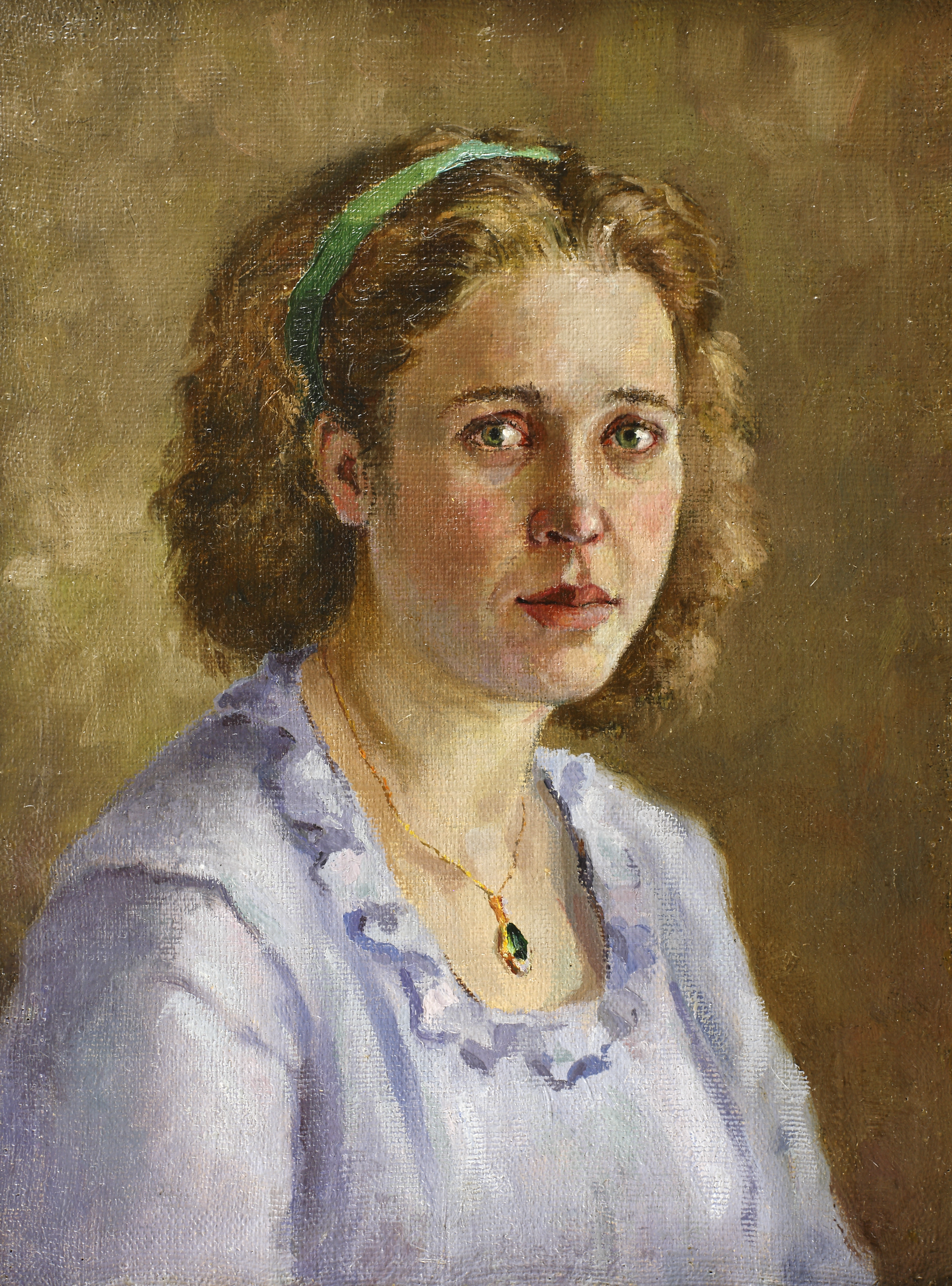
발렌티나, 1957
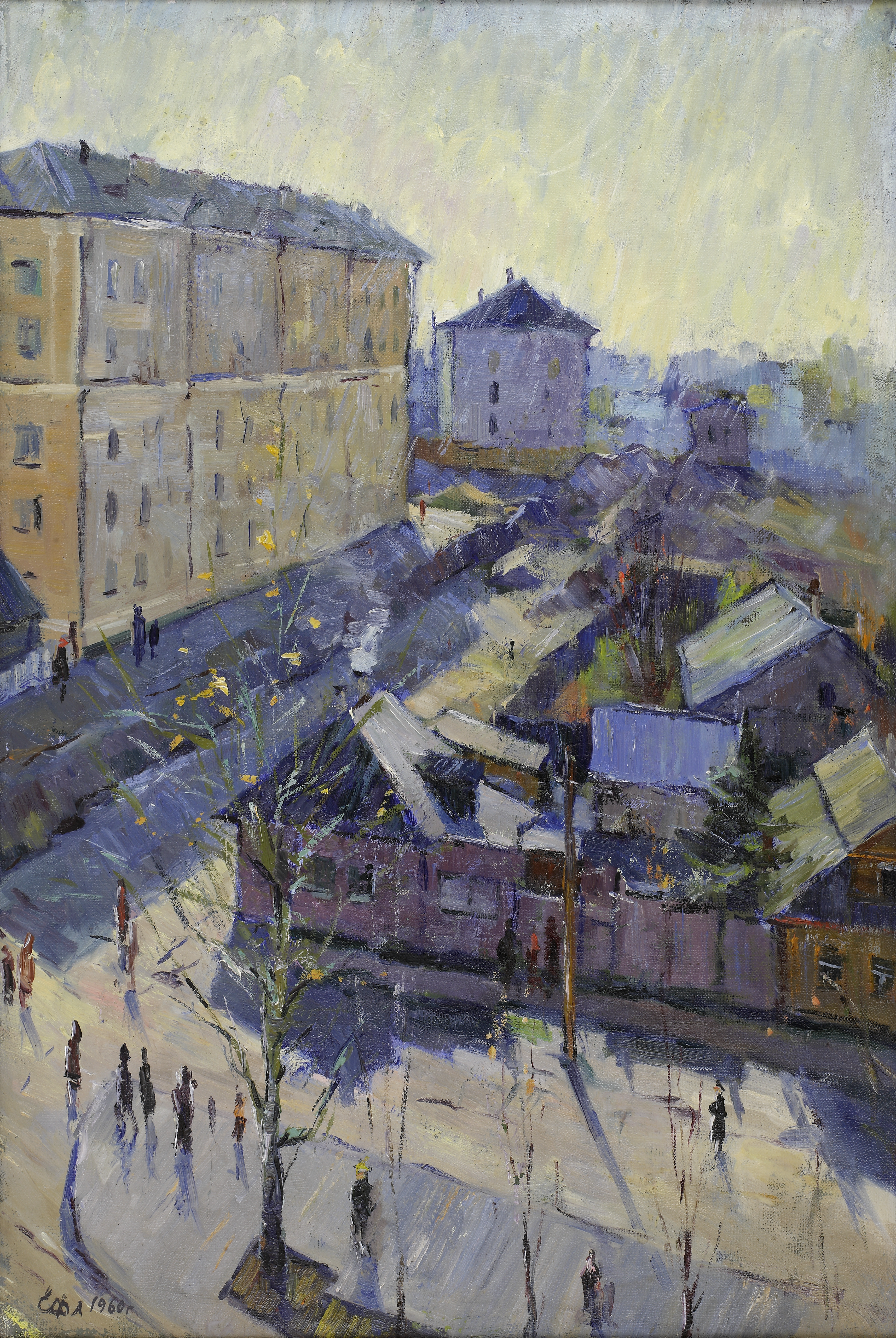
기차역 지역, 1960
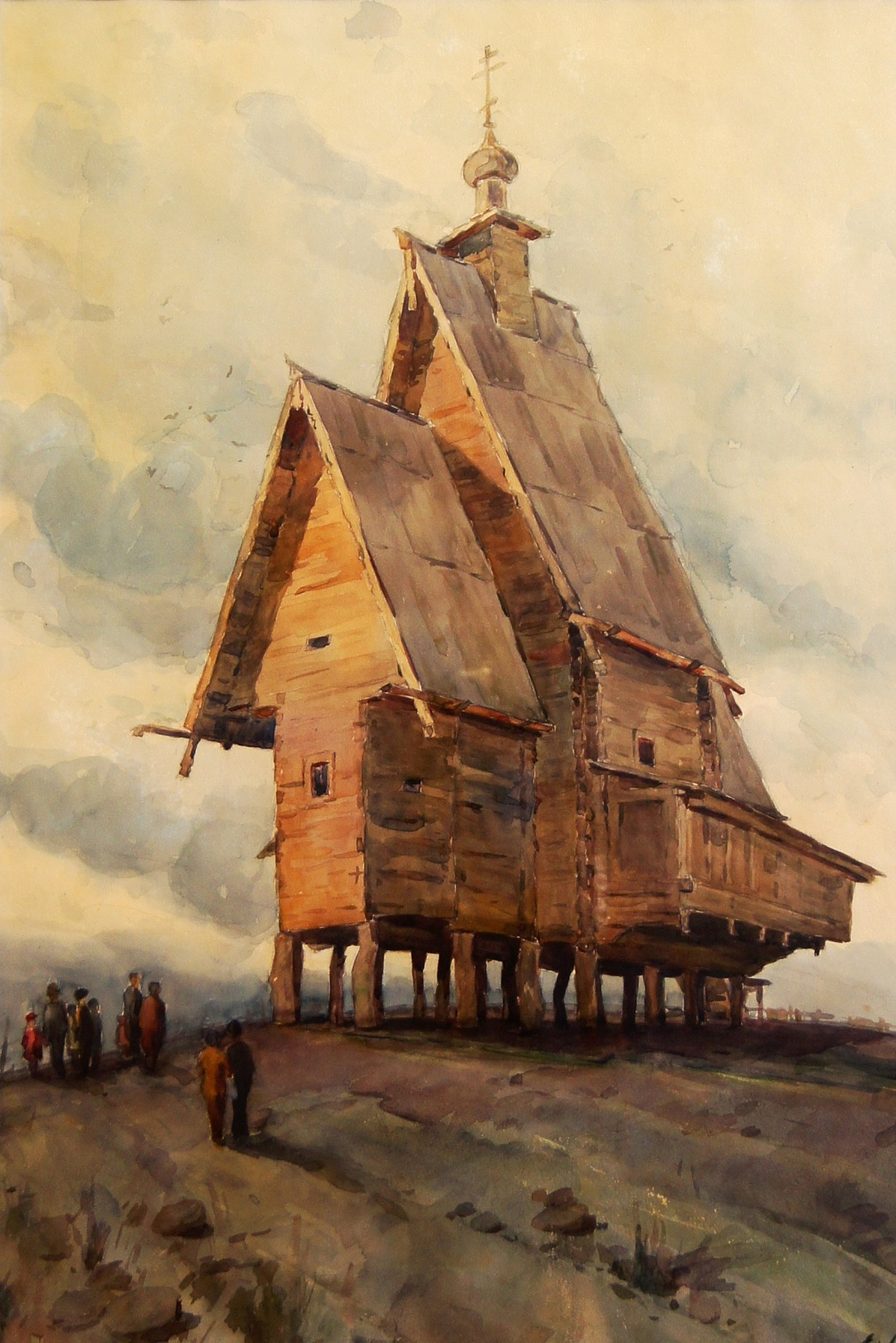
스파스 뵤제 마을의 교회, 1966
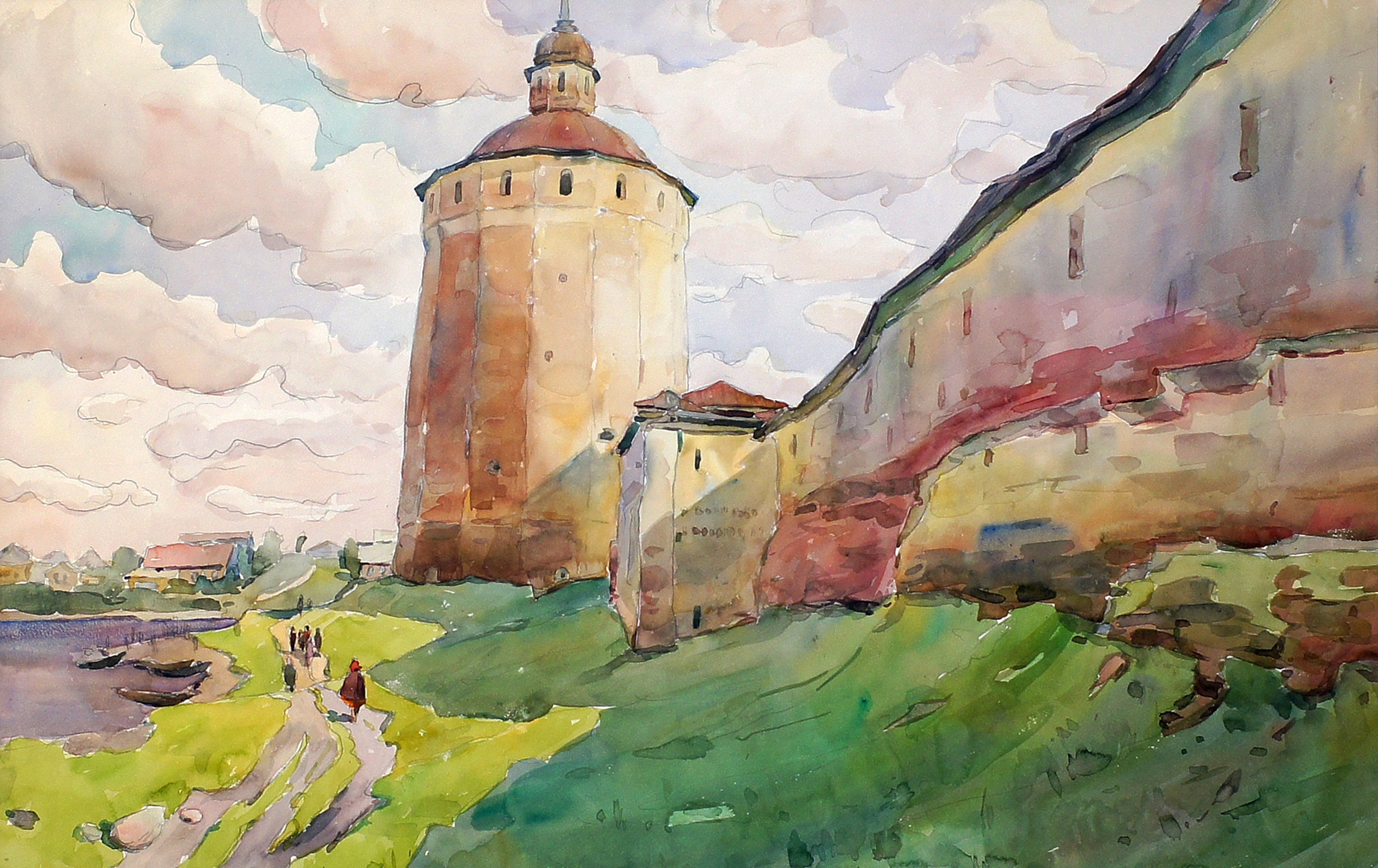
모서리탑, 1967
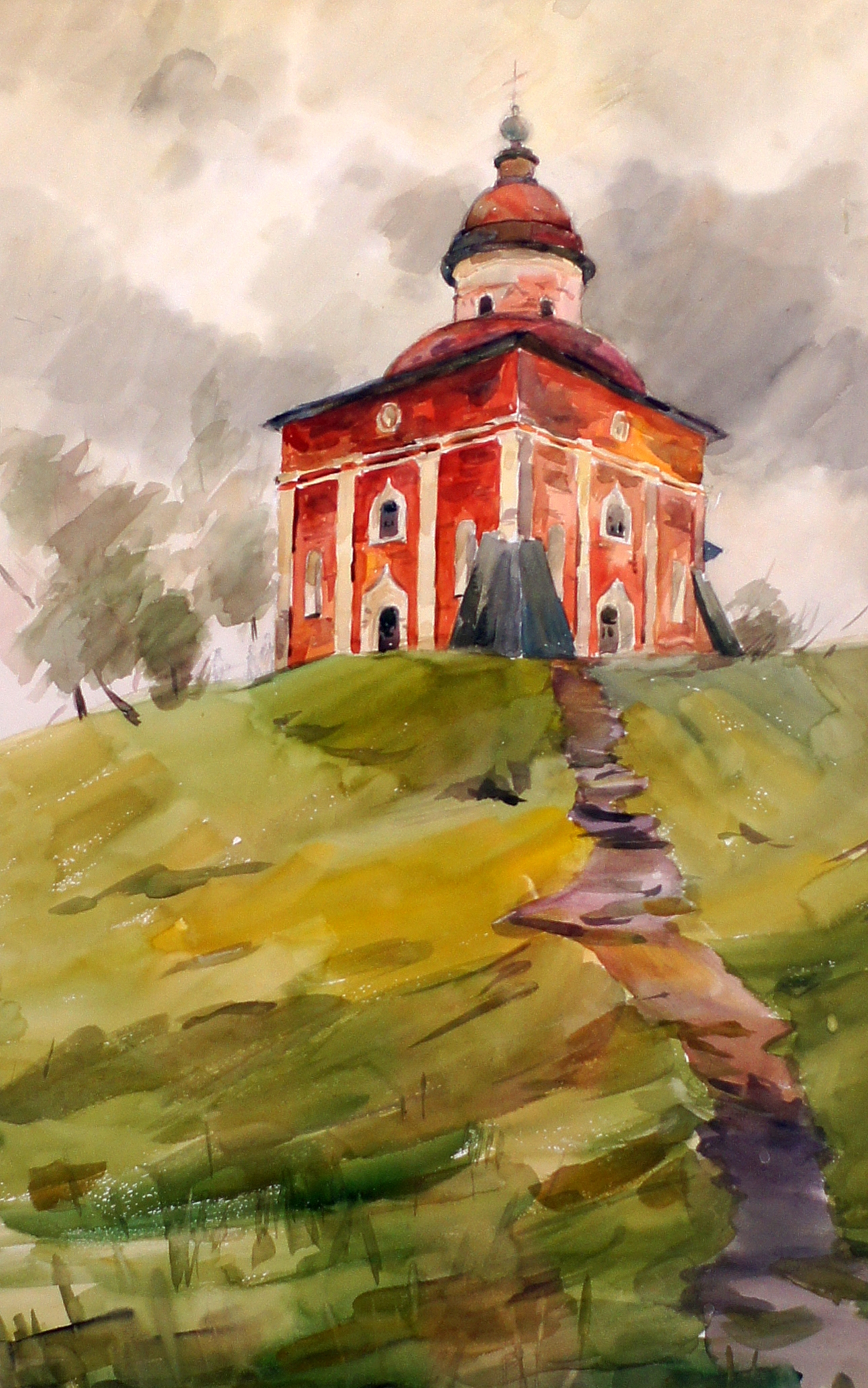
교회로 가는 길, 1968
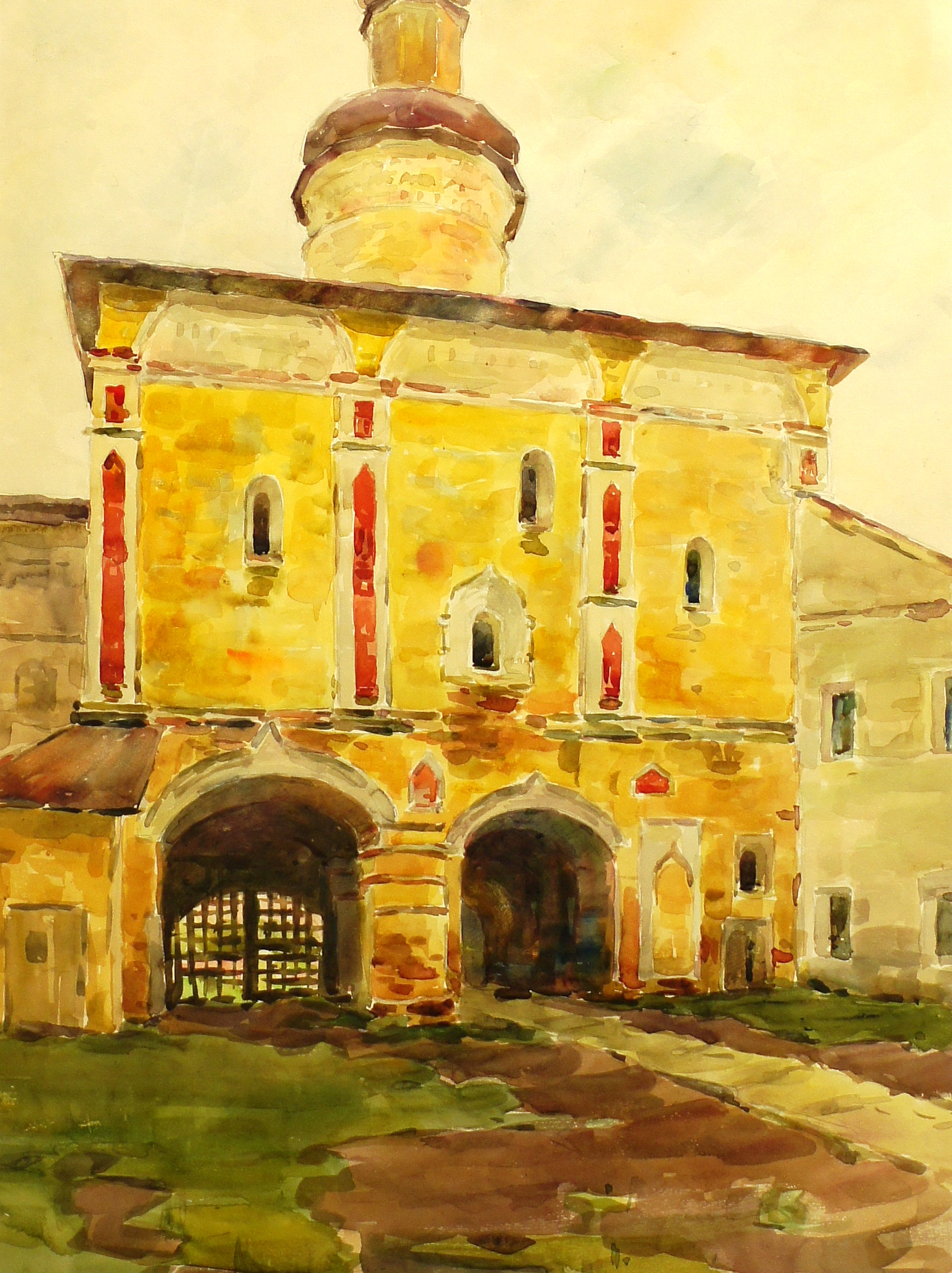
성문, 1968
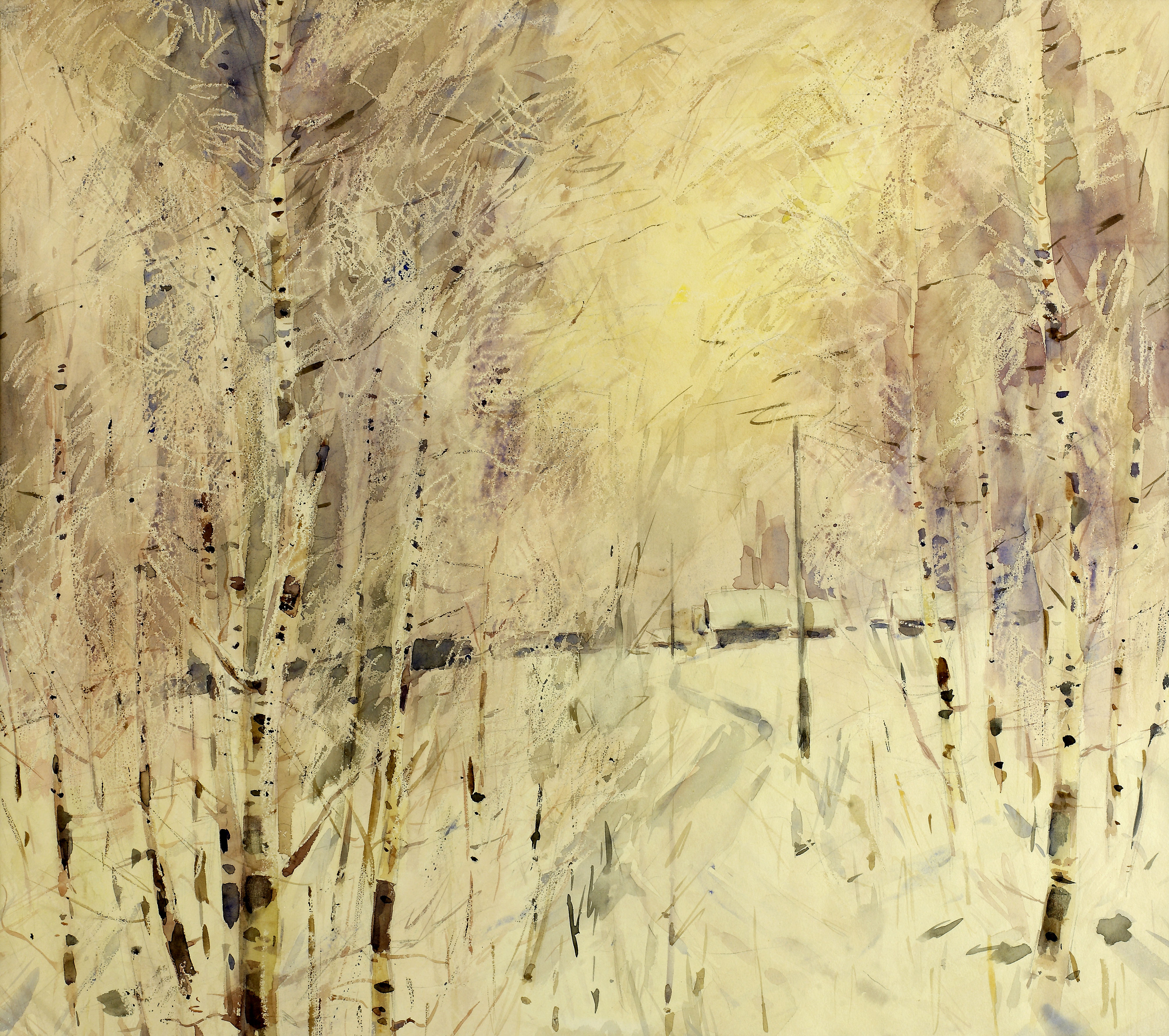
서리와 태양, 1971
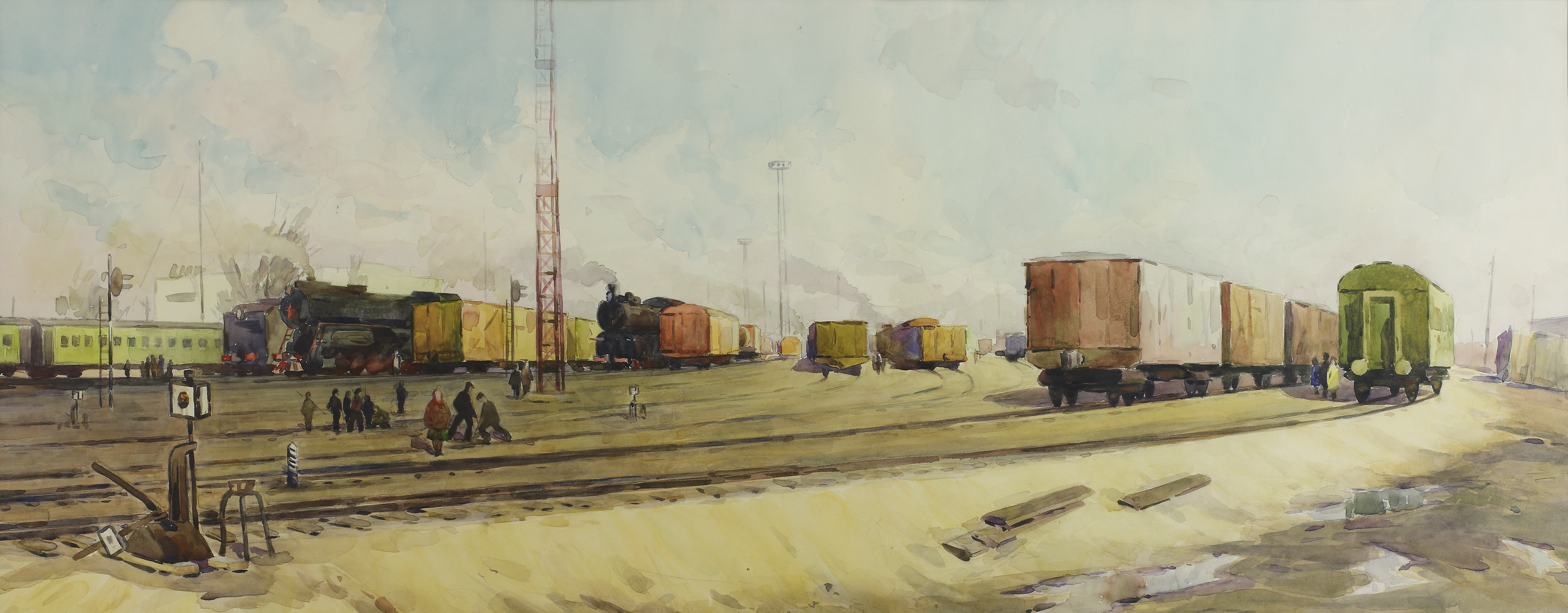
기차역, 1972
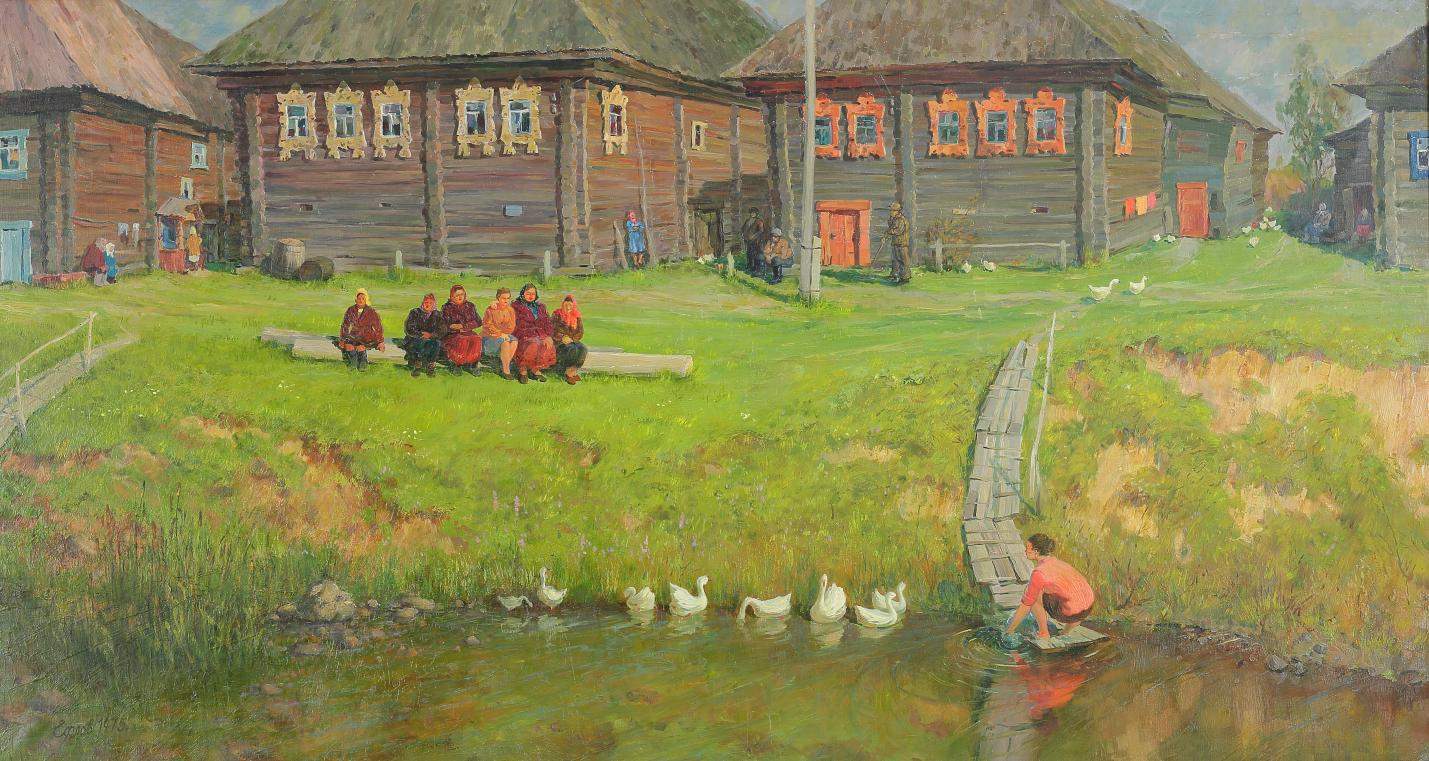
강가에서, 강가에서... 1975
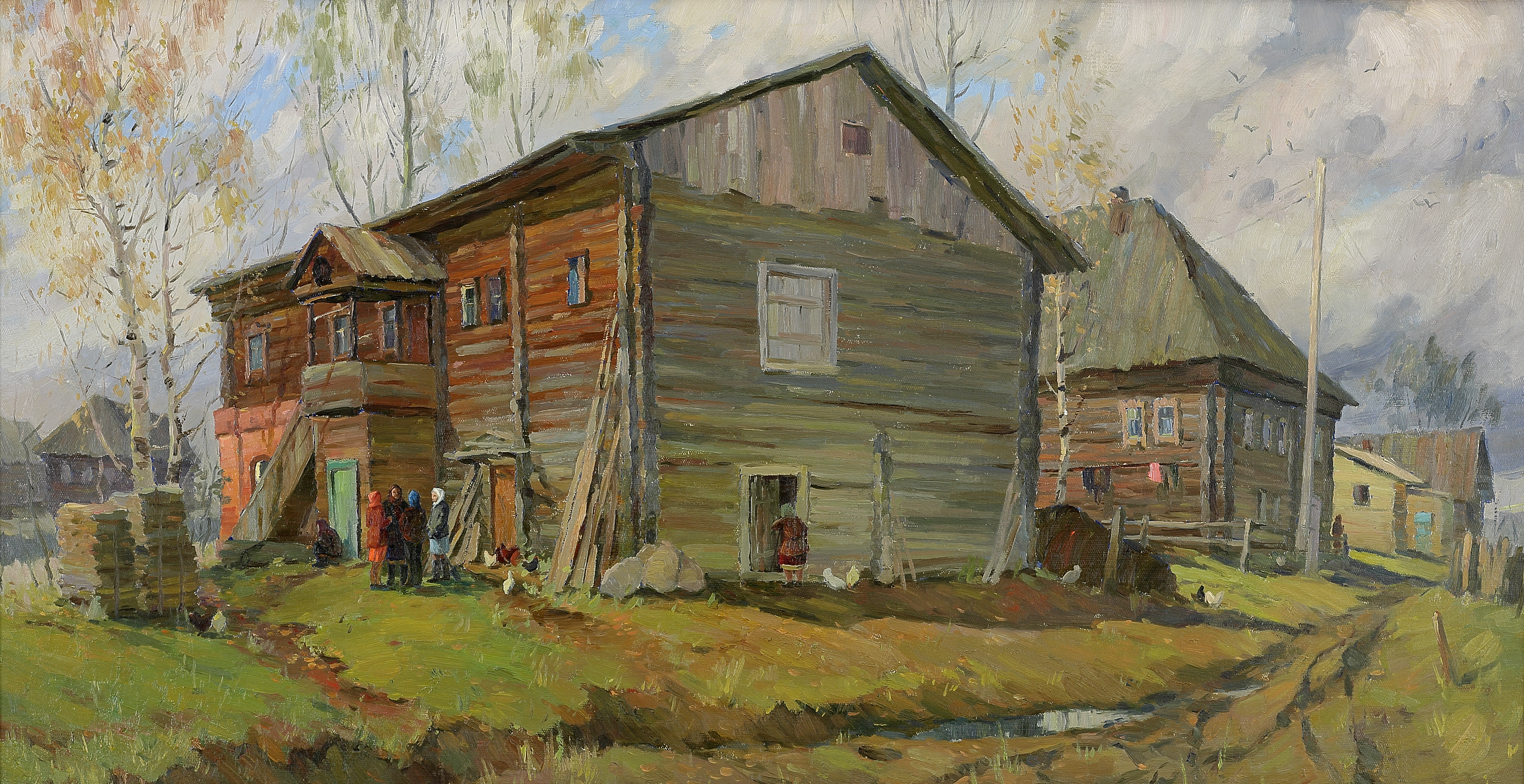
10월의 시골,1978
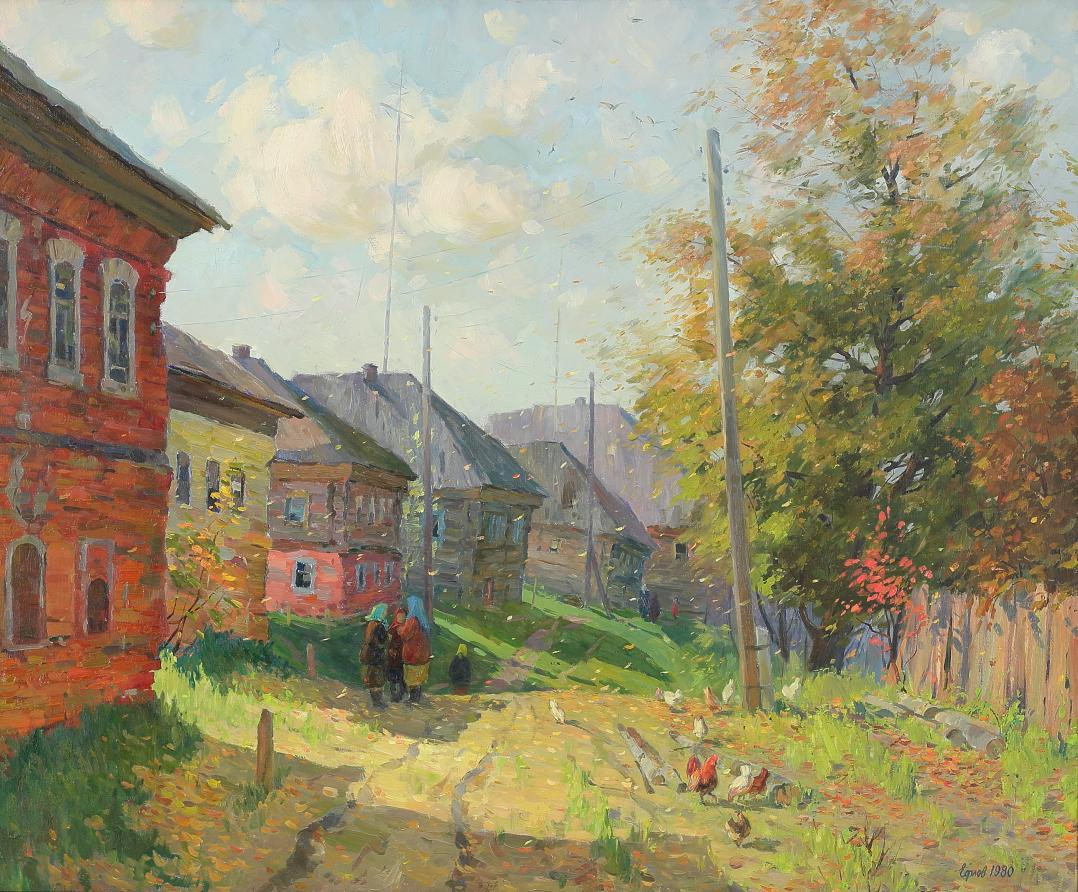
낙엽, 1982
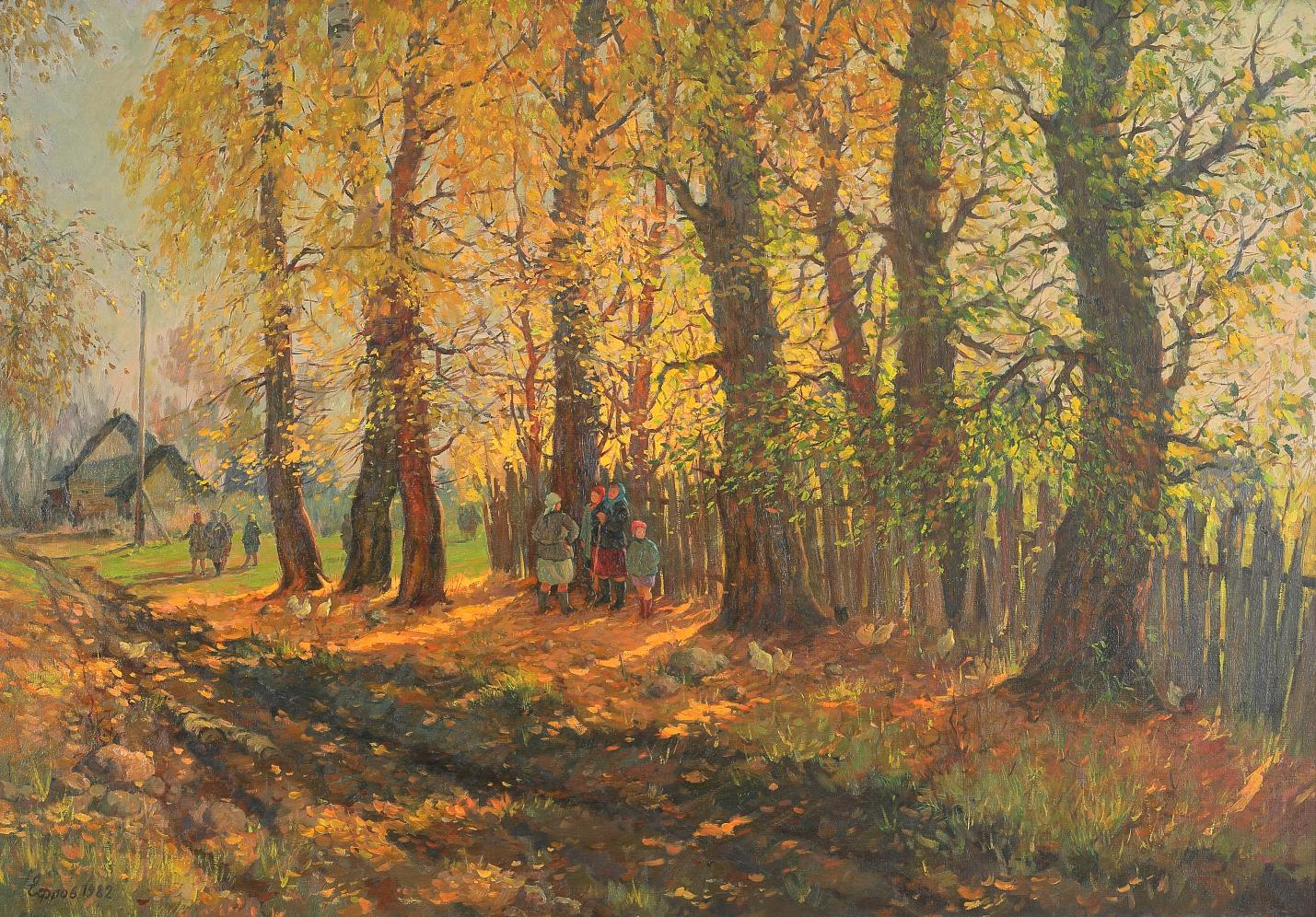
인디언 여름, 1982
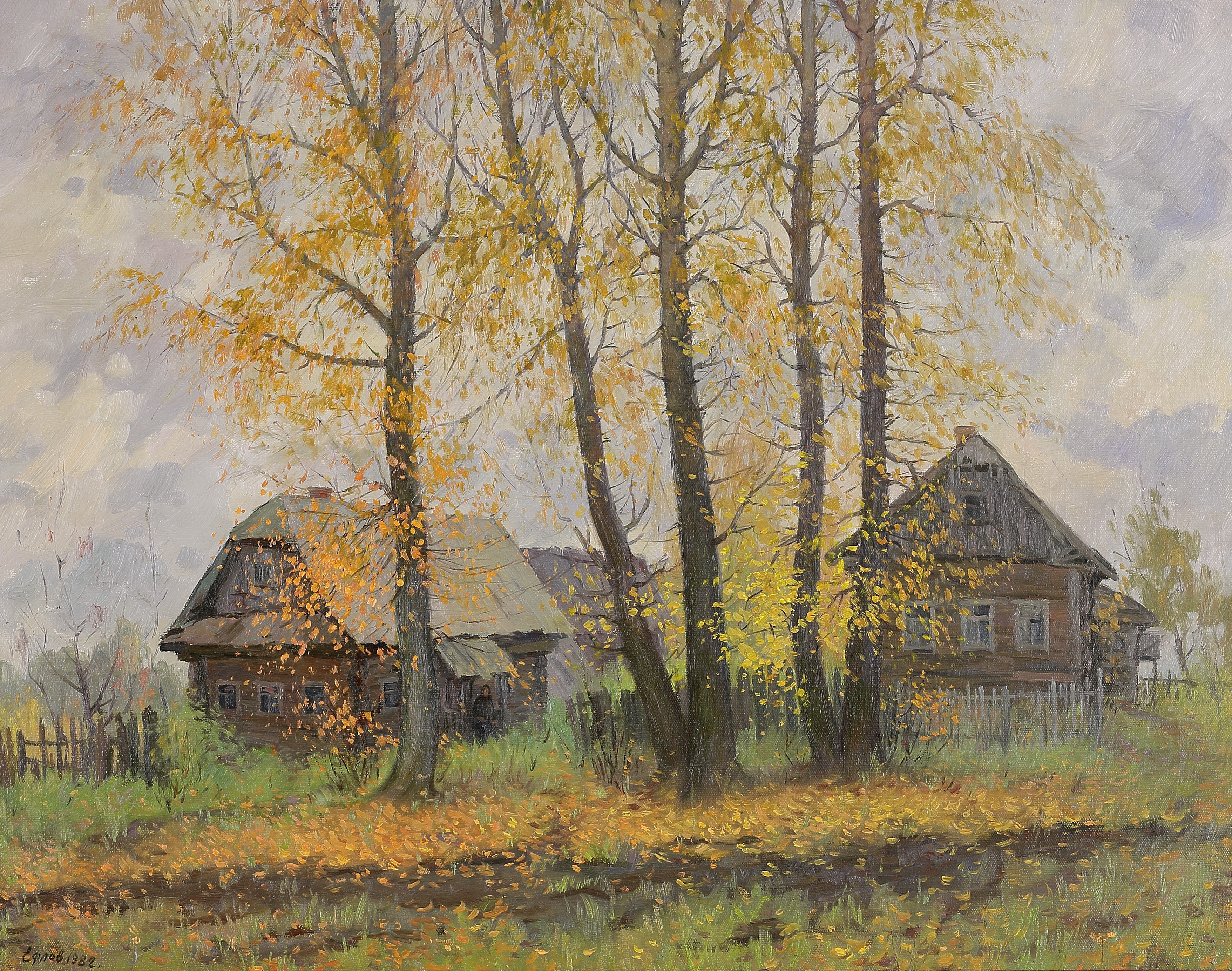
가을의 우울, 1982
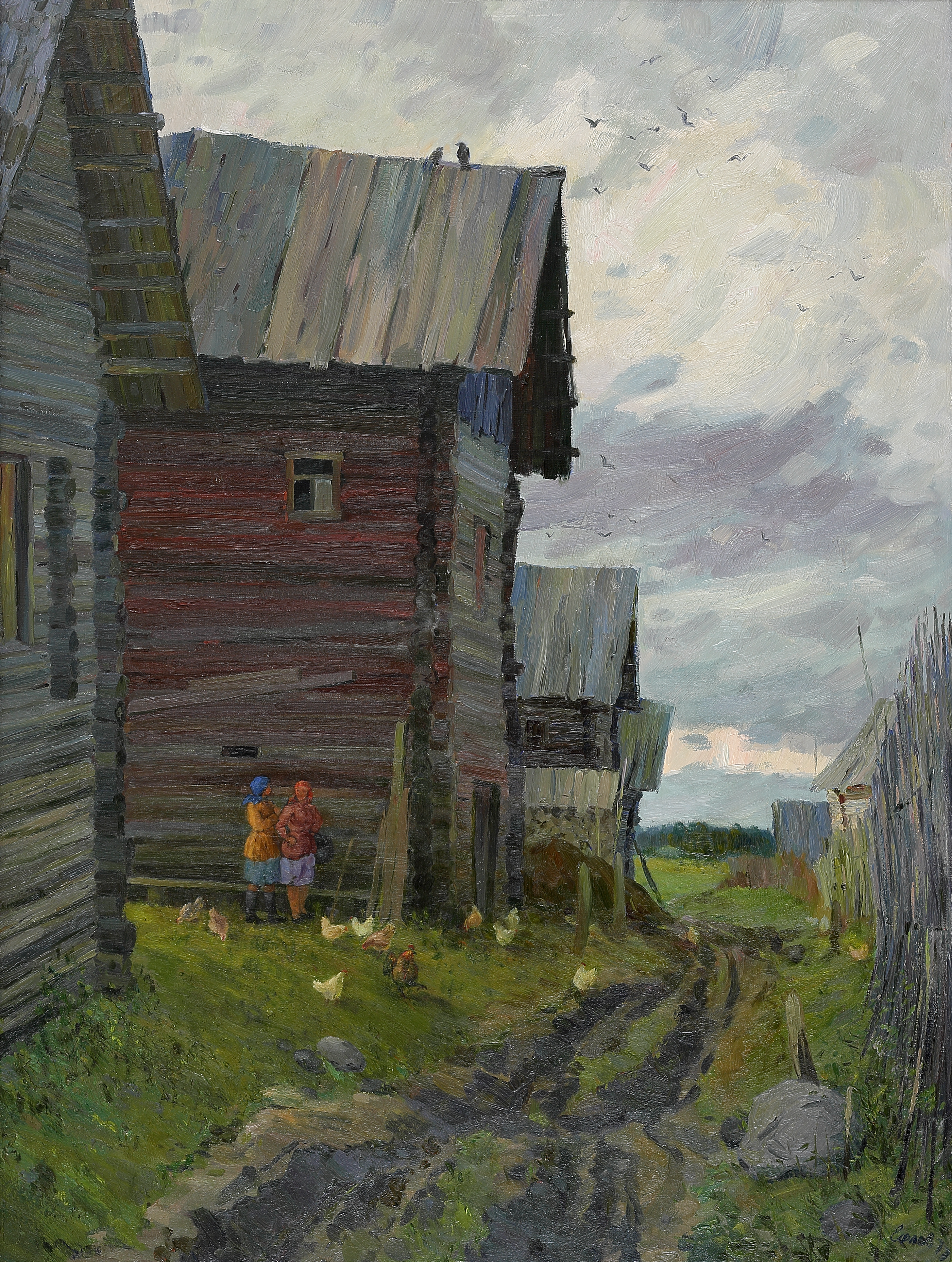
마을 뒤뜰, 1986
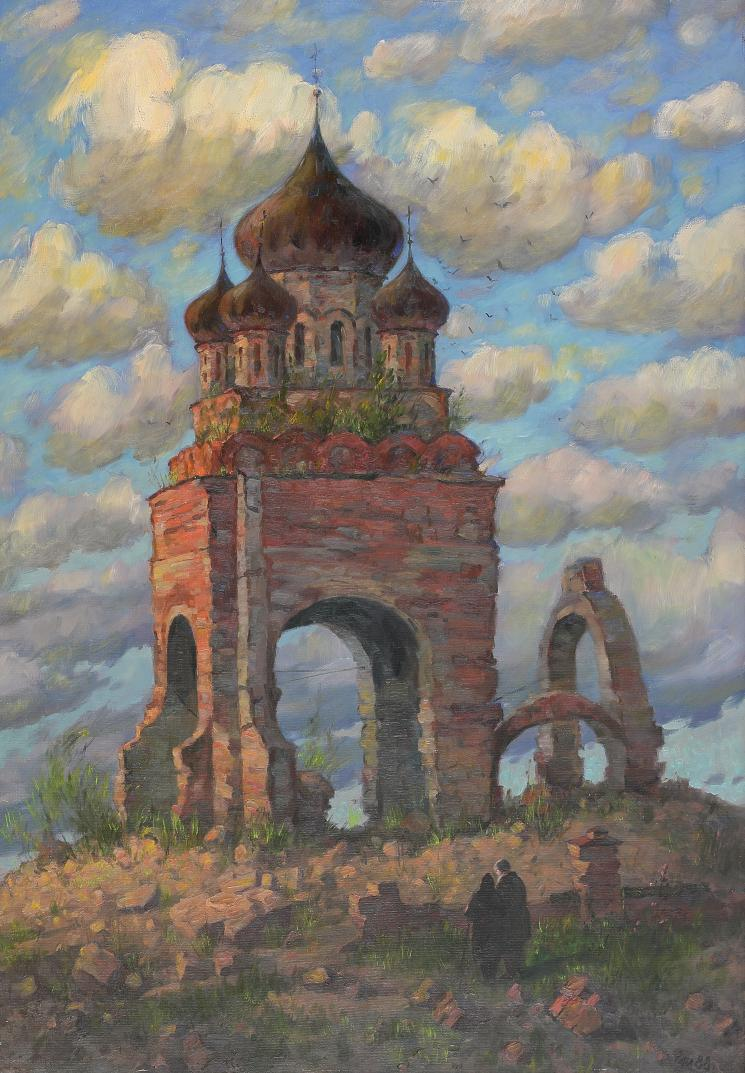
기억의 폐허에서, 1988
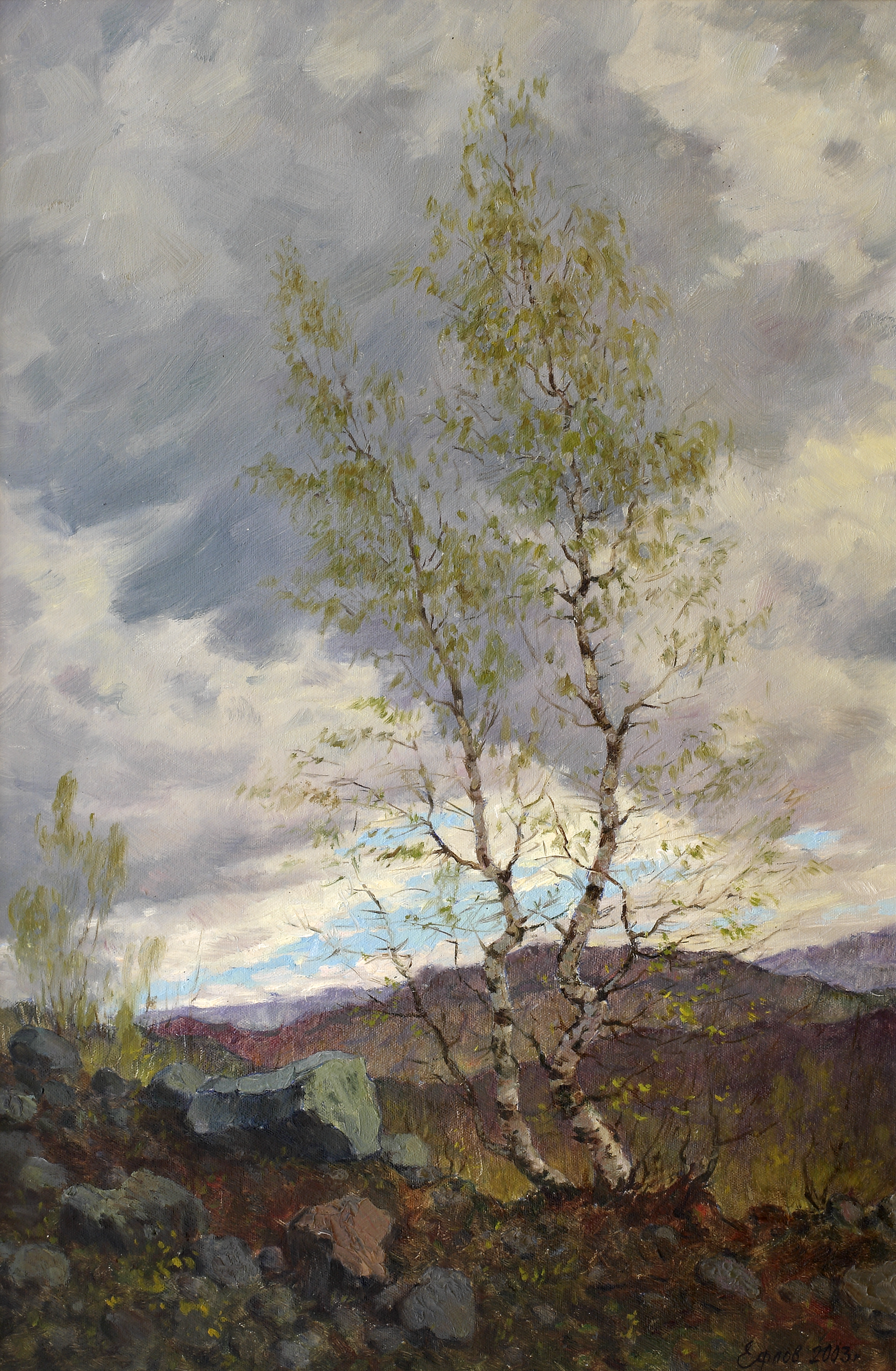
영원과 어느 날, 1993
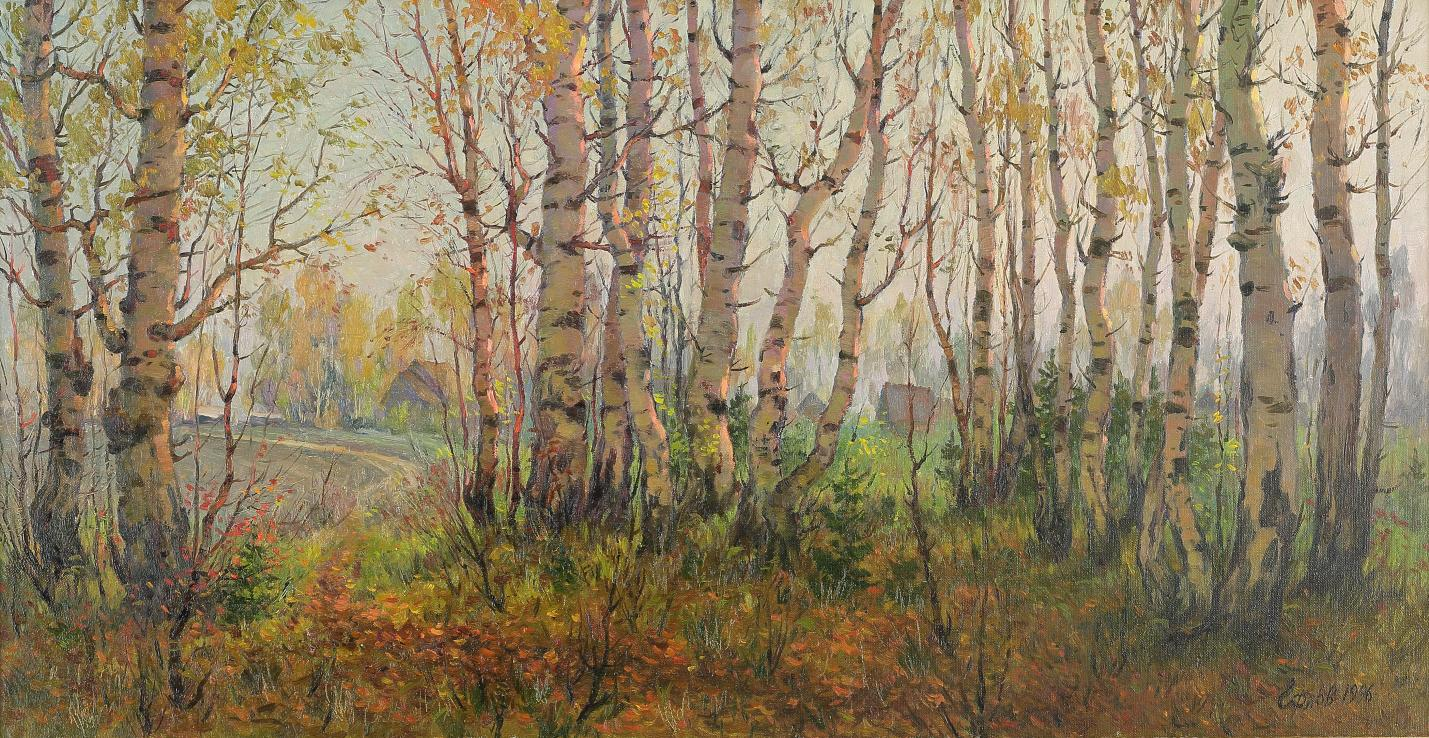
러시아의 영원한 상징, 1996
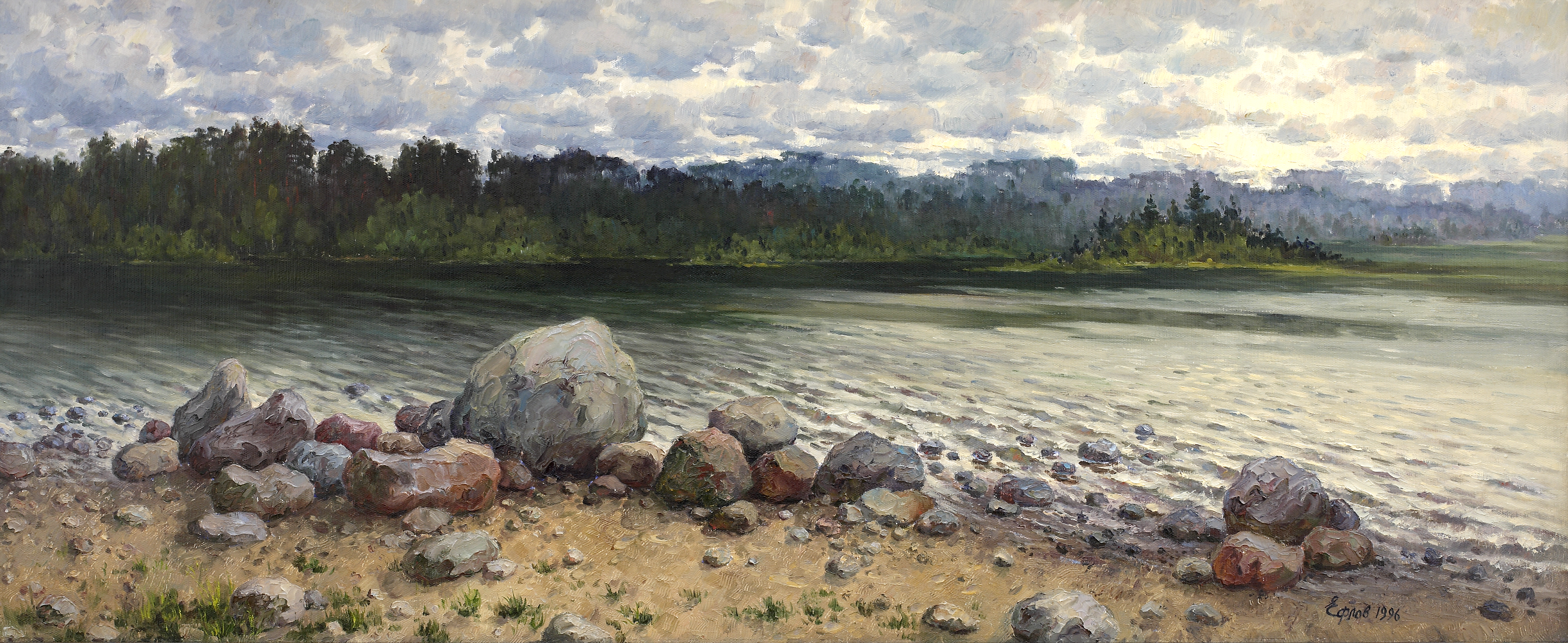
카렐리야 돌, 1996
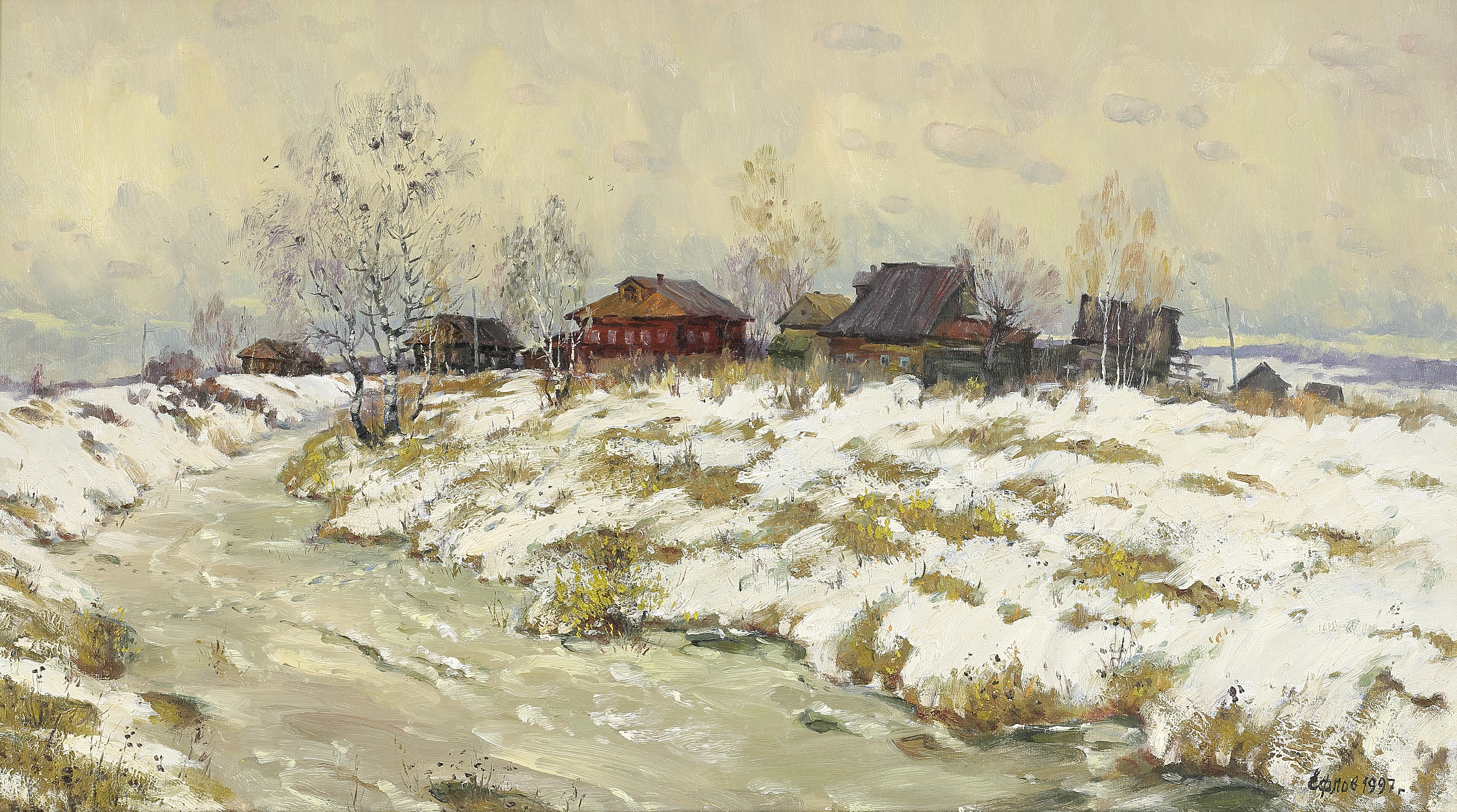
바르스키 포고스트 마을, 1997
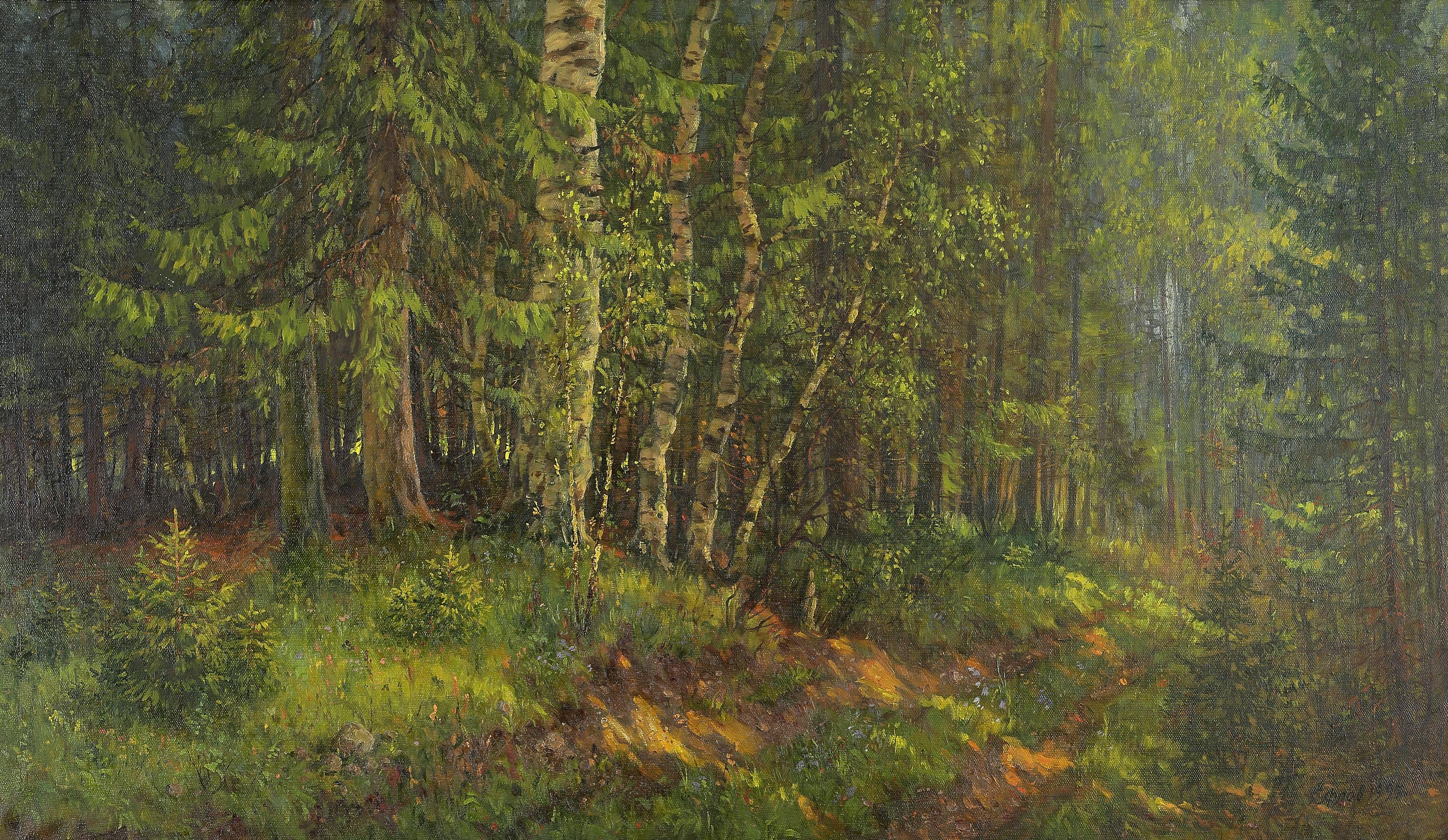
숲길, 1997
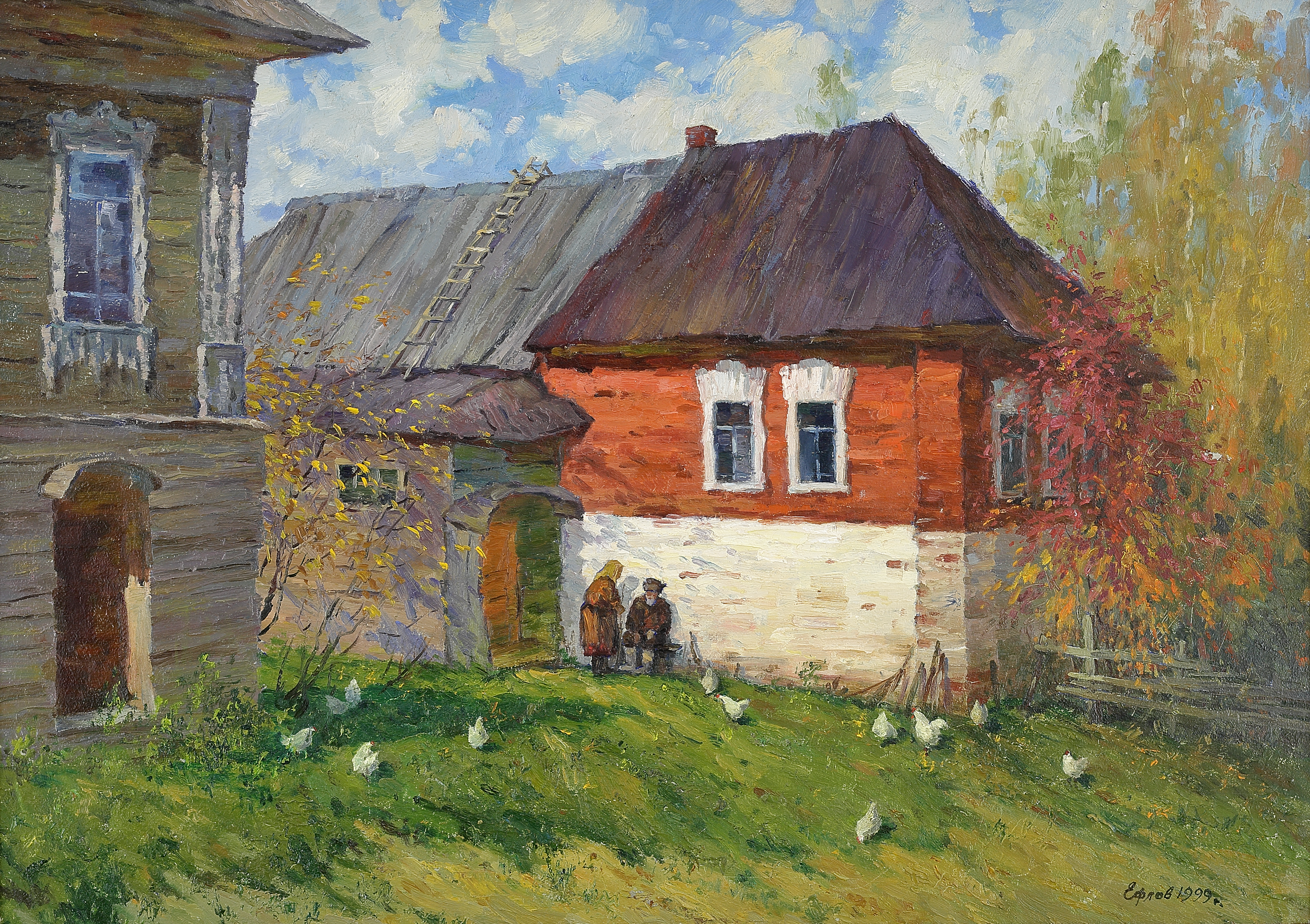
시듦, 1999
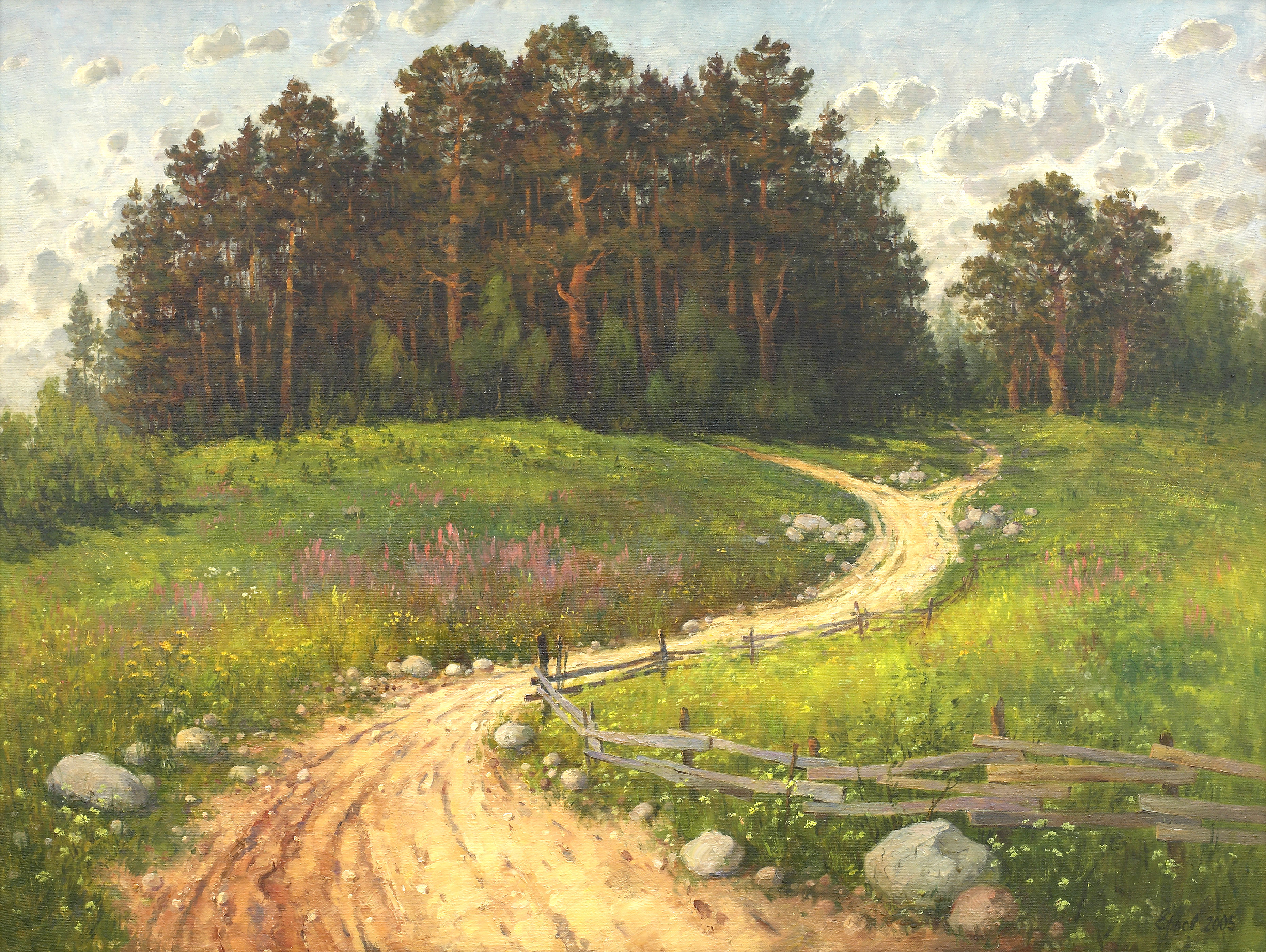
카렐리아, 2005

## 전시회
1958년부터 지금까지 보리스 예플로프의 작품들은 수십 개의 전시회에 전시되었다. 최근 몇 년 동안의 전시회들은 모두 개인전이었으며, 그 중 가장 의미 있는 전시회들은 다음과 같다.
- 러시아 화가들의 예술 전시회. 이탈리아. 펌 싯코(Firm sytko) (1992년)
- ”수채화의 투명한 빛” 코스트로마, 페르페툼 예술 갤러리Perpetuum Art Gallery (2006년)
- 80년째 생일 기념 전시회. 코스트로마. 로마노브 박물관 (2007년)
- 화가에게의 작별인사.' 코스트로마시청 전시장 전시(2013년)
- 그래픽 초상화 및 드로잉 전시회. 코스트로마 시나고그 (2014년)
- ”숲길”. 코스트로마 지역 자연 박물관 (2016년)
- '바르바라의 집'. 화가의 90주년을 기념하는 전시회. 코스트로마. 구 귀족회관 (2017년)
- '보리스 예플로프의 눈을 통한 북방의 마법' 카렐리야. 소르타발라 (2017년)
- ’반영의 춤’ 끼에리끼 석기 시대 박물관, 핀란드의 오울루. (2021)

## 참고 문헌
- Прозрачный свет акварели. Ефлов Борис Александрович. – Кострома: Издательский Дом «Линия График Кострома», 2007. – 34 с.
- Виртуоз пейзажа. Борис Ефлов. Живопись. – Кострома: Издательский Дом «Линия График Кострома», 2007. - 80 с: ил.
- О друзьях-товарищах. Борис Ефлов. – Ярославль: Издательское бюро «Филигрань», 2015. - 44 с.
- Варварин дом Бориса Ефлова. – Кострома: Издательский Дом «Линия График Кострома», 2017. - 56 с: ил.
- Магия севера глазами Бориса Ефлова. – Кострома: Издательский Дом «Линия График Кострома», 2017. - 80 с.: ил.
- Бузин А.И. Художники-фронтовики 1941 – 1945 г. – Кострома: Типография издательства «Северная правда», 1975. – 68 с.
- Художники Костромы. – Кострома: Издание Костромской организации художников, 1994. – 128 с.
- Костромские художники – ветераны войны и труда. – Кострома: Издание Костромской организации художников и администрации Костромской области, 1995. – 296 с.
- Бузин А.И., Касторская Т.М., Туловская Т.И., Неганова Г.Д. Художники земли Костромской. – Кострома: Костромаиздат, 2013. – 376 с.: ил.
- Бузин А.И. Великая Отечественная война в творчестве костромских художников. – Кострома: Костромаиздат. – 2015. – 120 с.
- ХУДОЖНИКИ НАРОДОВ СССР, Библиографический словарь., том. 4, кн. 1, стр. 75, Москва, «Искусство», 1983. – 592 с.
- Arte soviético. Realismo socialista 1945-1980 (Catálogo Exposición Galería Ynguanzo, Octubre-Noviemb). – Romano Canavese: Tipografia Ferrero, 1991. – 19-21 p.